# 神戸村 (三重県飯南郡)
神戸村（かんべむら）は三重県飯南郡にあった村。現在の松阪市中心部の南東一帯、紀勢本線・徳和駅および近鉄山田線・東松阪駅の周辺にあたる。

## 地理
- 河川：金剛川、九手川、中川

## 歴史
- 1889年（明治22年）4月1日 - 町村制の施行により、飯高郡下村・上川村・久保村・大津村・田原村および垣鼻村の大部分、東岸江村の一部（現・幸生町）、西岸江村の一部（現・清生町）の区域をもって神戸村が成立。
- 1896年（明治29年）4月1日 - 所属郡が飯南郡に変更。
- 1931年（昭和6年）4月5日 - 松阪町に編入。同日神戸村廃止。

## 経済

### 産業
農業
『大日本篤農家名鑑』によれば神戸村の篤農家は、「常保英三、天田顕三、村田嘉次郎、松浦榮之助」などである。

## 地域
- 学校：神戸尋常高等小学校

## 交通

### 鉄道路線
- 鉄道省
  - 参宮線（現・紀勢本線）：徳和駅
- 伊勢電気鉄道（現・近畿日本鉄道）
  - 本線：徳和駅
- 参宮急行電鉄（現・近畿日本鉄道）
  - 本線（現・山田線）：東松阪駅

### 道路
- 伊勢街道